# Tristaniopsis pontianensis
Tristaniopsis pontianensis är en myrtenväxtart som först beskrevs av Murray Ross Henderson, och fick sitt nu gällande namn av Peter G.Wilson och John Teast Waterhouse. Tristaniopsis pontianensis ingår i släktet Tristaniopsis och familjen myrtenväxter. IUCN kategoriserar arten globalt som starkt hotad. Inga underarter finns listade i Catalogue of Life.